# 扶餘隆
扶餘隆（徐隆）（615年—682年），為百濟義慈王之子，是百濟的末代太子。644年，扶餘隆被義慈王立为王太子。
660年，新羅及唐朝联军攻陷百濟國都泗沘城，扶餘隆和父亲扶餘義慈向唐军投降，被唐军带到东都洛阳。百濟遺臣鬼室福信及僧侶道琛等人拥立扶餘豐為王的百济复国运动失败后，664年，扶餘隆被唐高宗任命为熊津都督府都督ㆍ带方郡王，管理百济故地和遗民。扶餘隆因为百濟、新罗是世仇，害怕受到新罗国的侵略，未敢赴任，最后在洛阳去世（他被賜姓徐氏，從此扶餘氏在朝鮮絕跡）。
68歲於洛陽府中去世。

## 后代
武則天派他的孙子扶餘敬為百濟王，但其地己被新羅與渤海國所分，百濟亡國。扶余隆的儿子扶余德璋，在唐朝任渭州刺史。扶余德璋生有两个女儿，一个嫁给了虢王李邕（唐高祖十五子李凤的孙子），生子李巨，称为扶餘太妃；一女嫁给武则天宠臣吉顼的弟弟吉琚，生子吉温，是唐玄宗时代的酷吏。